# Metastibnite
La metastibnite è la varietà amorfa pulverulenta di colore rosso dell'antimonite a cui si trova sempre associata.